# Takieddine Solh
Pour les articles homonymes, voir Solh.
Takieddine Solh (1908-1988) est un homme d'État libanais.

## Biographie
Il est député sunnite de la Bekaa entre 1957 et 1960 (représentant Zahlé) et entre 1964 et 1968 (représentant Baalbeck-Hermel).
Au gouvernement, il est ministre de l'Intérieur entre 1964 et 1965 sous Hussein Oueini (au cours du mandat de Charles Hélou), avant que le Président Soleimane Frangié le nomme en 1973 Premier ministre et ministre des Finances. Il reste chef du gouvernement jusqu'en 1974.
Il est chargé de former un gouvernement en juillet 1980 par le Président Elias Sarkis, mais ne peut accomplir sa tâche. Il y renonce en octobre de cette même année et Chafic Wazzan est appelé à devenir Premier ministre.
Il passe ses derniers jours à Paris , où il est décédé à l'âge de 80 ans.